# Reigersbek
De reigersbek (Erodium cicutarium) is een plant uit de ooievaarsbekfamilie (Geraniaceae). De plant komt voor op voor zanderige grond, De in de duinen voorkomende soort wordt vaak als aparte ondersoort, Erodium cicutarium subsp. dunense, beschouwd. De soort is zeer vormenrijk, er worden dan ook meerdere ondersoorten onderscheiden.
De bloemen zijn roze. De vrucht is een eivormig nootje en heeft een 2,2-3,5 cm lange snavel. De deelvruchten zijn 5–6 mm lang en hebben aan de top een indeuking met aan de onderrand een duidelijke richel. De zaden hebben een zwarte kleur.
De botanische naam Erodium is afgeleid uit het Grieks, erodios : reiger en heeft betrekking op de vorm van de langsnavelige vrucht.

## Voorkomen
De plant is afkomstig uit Zuidwest-Europa, het huidige verspreidingsgebied beslaat Noord-Frankrijk, Luxemburg, België, Nederland, Noordwest-Duitsland en Groot-Brittannië. In België en Nederland komt de plant algemeen voor. De favoriete standplaats is in loofbossen en vooral in de binnenduinen, maar ook tussen stoeptegels wil de plant wel groeien.

## Plantengemeenschap
Duinreigersbek is een kensoort voor het duinsterretjes-verbond (Tortulo-Koelerion), een groep van plantengemeenschappen van droge graslanden op kalkrijke zeeduinen.

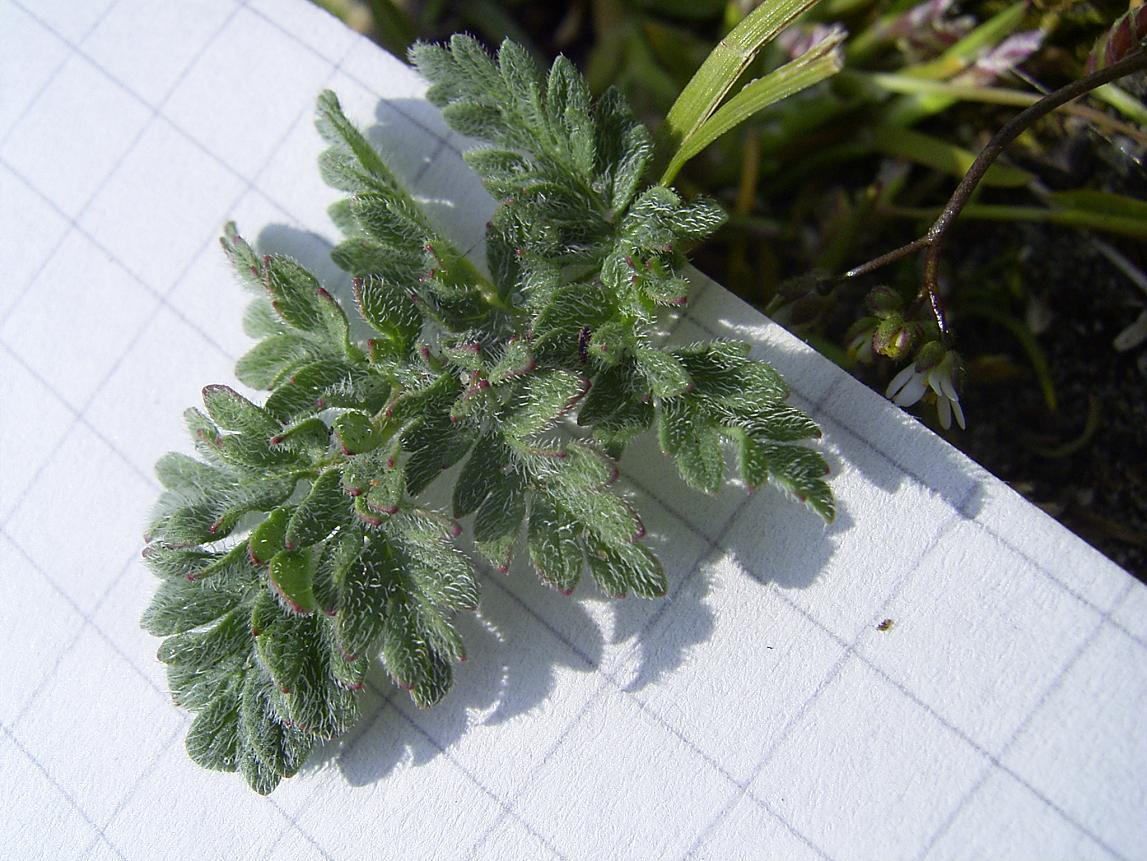
blad
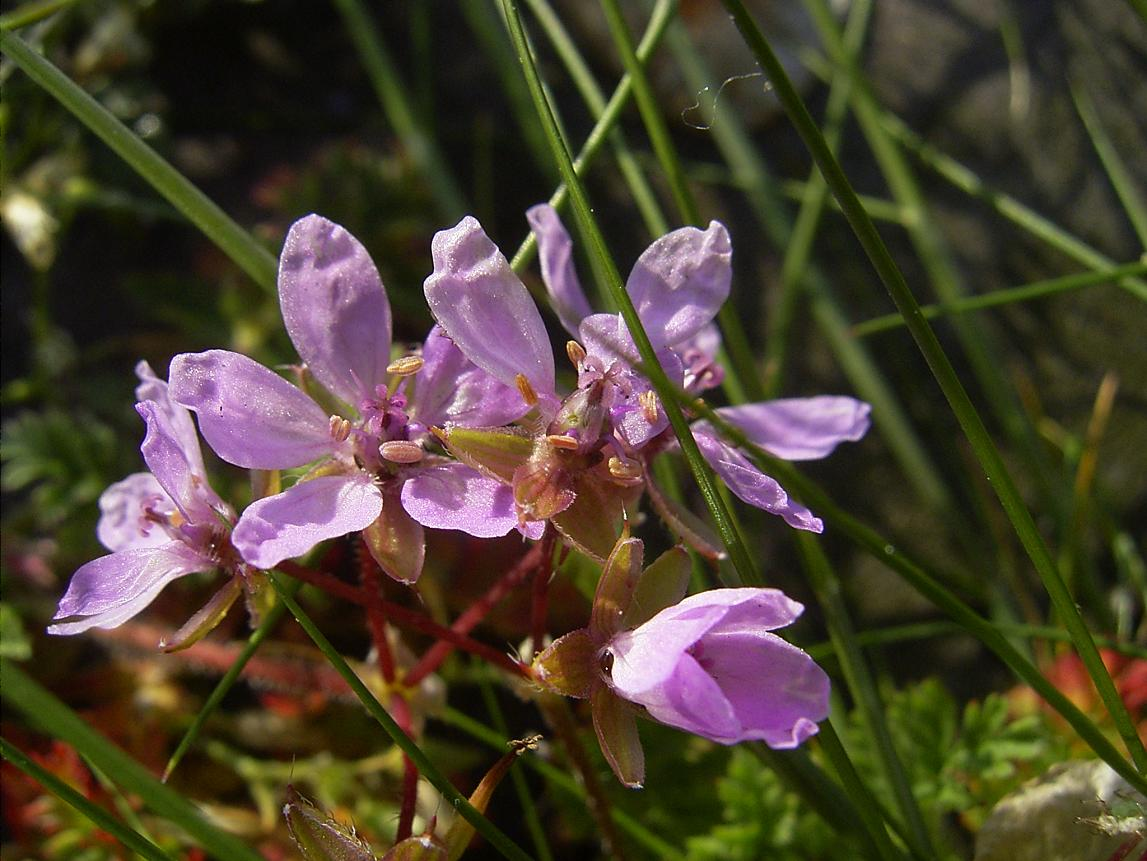
bloemen
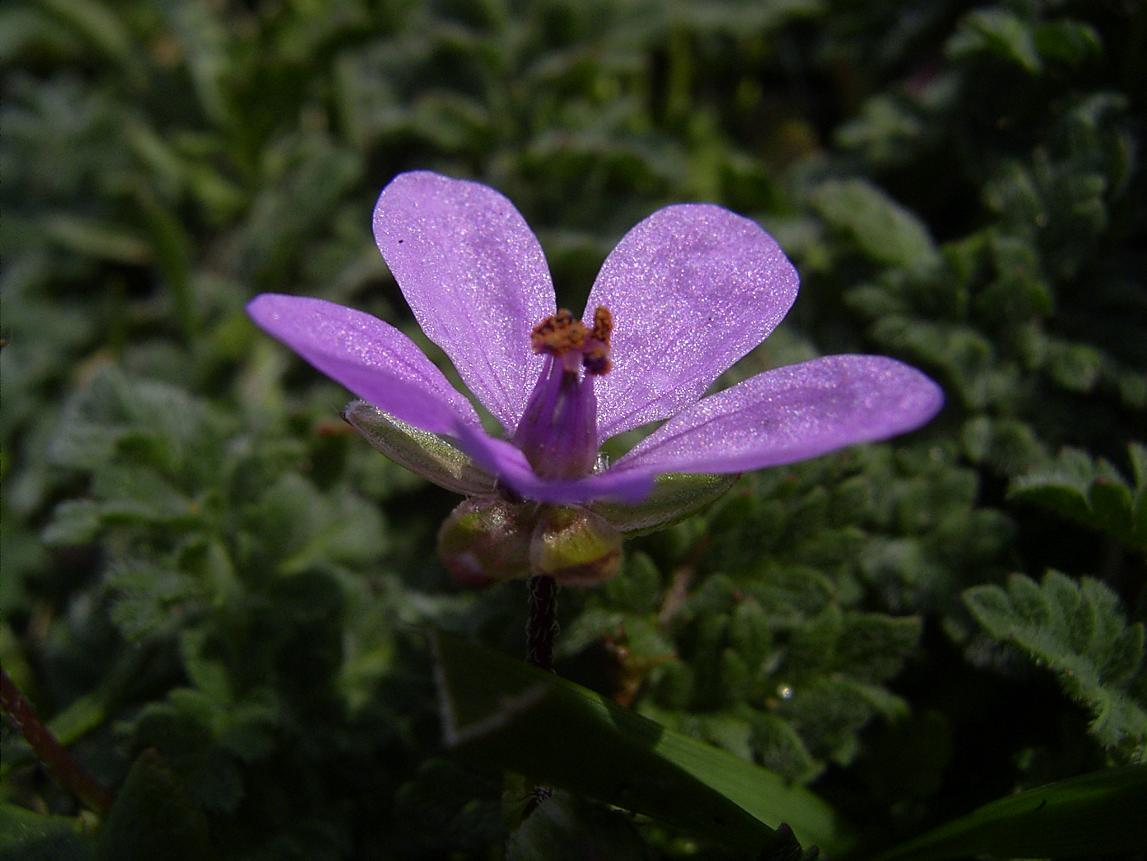
bloem
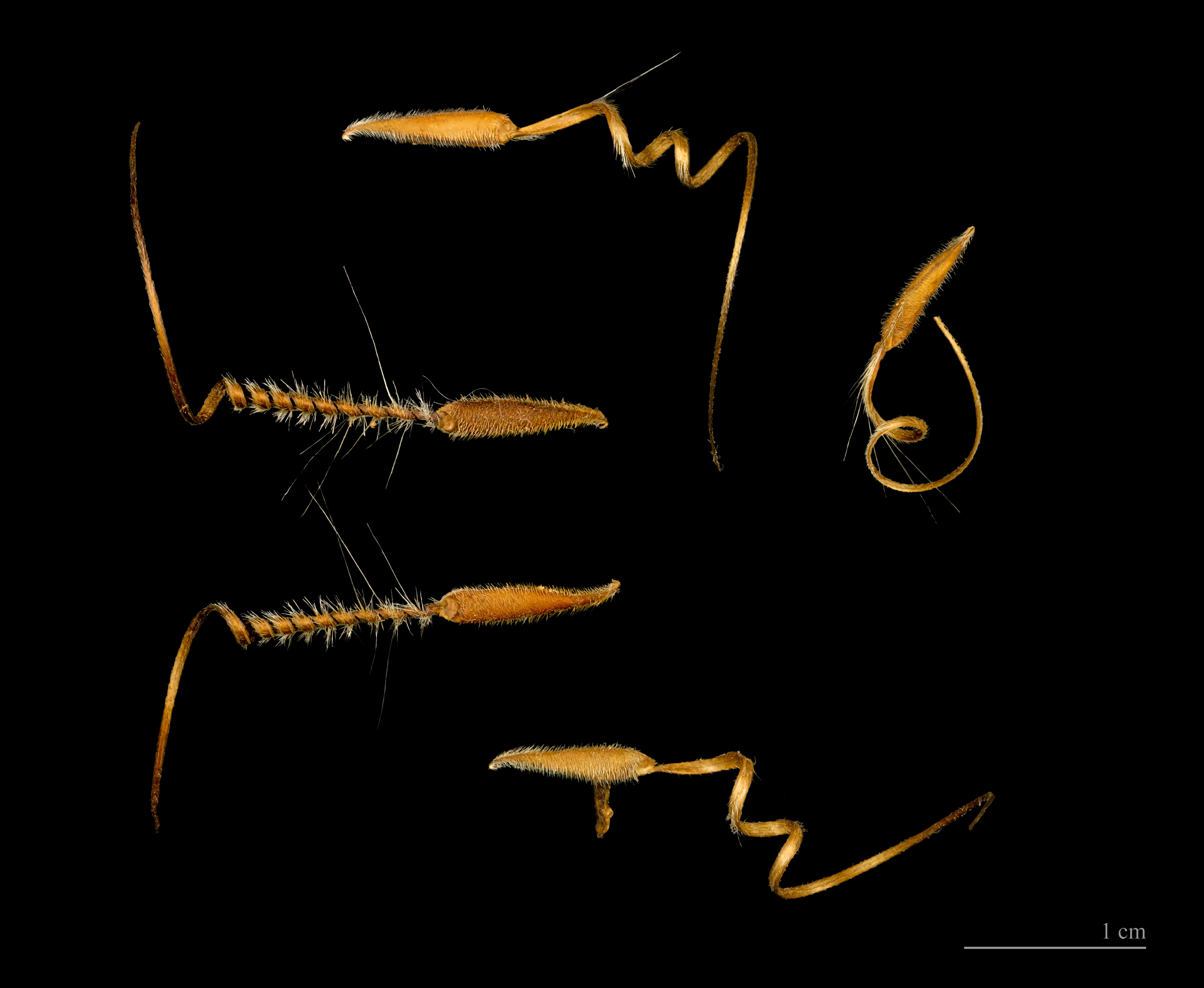
nootje